# Hitmonlee
Hitmonlee is een Pokémon die behoort bij de vecht-typen. In de eerste generatie (Indigo / Kanto) is hij enkel te verkrijgen in Saffron City. In de tweede generatie (Johto) evolueert hij bij level 20 uit Tyrogue. Zijn specialisatie is vooral de voeten-vechtkunst. Hand-vechtacties die hij als Tyrogue geleerd heeft, behoudt hij als Hitmonlee en hij kan zelfs nog nieuwe aanvallen met de handen leren, zoals Mach Punch en Fire Punch.

## Betekenis van zijn naam
Hitmonlees naam is een combinatie van:
- Hit, verwijzend naar de rol als vechtsport-Pokémon
- Mon, een gangbare afkorting voor 'monster' in verschillende games met monsters als personages, zoals Digimon en Pokémon
- Lee, een toespeling op vechtsport-acteur Bruce Lee

De Japanse naam Sawamurā is waarschijnlijk een verwijzing naar de Japanse kickbokser Tadashi Sawamura.

## Uiterlijk
Hitmonlee is een humanoïde zonder zichtbaar hoofd. In plaats daarvan heeft hij een gezicht op zijn borst, wat hem een anatomie geeft die vergelijkbaar is met die van de Blemmyae, de legendarische monsters die gebaseerd waren op een Nubische nomadenstam. Hitmonlee heeft krachtige, flexibele benen die zich verlengen om met een verende pas te lopen en te springen, maar vooral bij het uitdelen van trappen. Ze werken als een soort springveren. Bij trappen worden de voetzolen zo hard als diamant. Hitmonlee heeft drie vingers aan elke hand, maar de armen en handen worden voornamelijk gebruikt om evenwicht te bewaren tijdens het trappen.

## Ruilkaartenspel
Er bestaan zeven standaard Hitmonlee kaarten, waarvan één enkel in Japan uitgebracht is. Ook bestaat er nog een Bruno's Hitmonlee kaart, welke ook enkel in Japan uitgebracht is. Alle kaarten zijn van het element Fighting.

### Hitmonlee (Expedition 81)
Hitmonlee (Japans: サワムラー Sawamular) is een Fighting-type Basis Pokémon kaart. Het maakt deel uit van de Expedition Base Set. Hij heeft een HP van 60 en kent de aanvallen Smash Kick en Stretch Kick.

### Hitmonlee (Legends Awakenend 100)
Hitmonlee (Japans: サワムラー Sawamular) is een Fighting-type Basis Pokémon kaart. Het maakt deel uit van de Legends Awakenend expansie. Hij heeft een HP van 80 en kent de aanvallen Gut Kick en Mega Kick. Mega Kick is een aanval die Hitmonlee in de spellen leert op level 53.

### Hitmonlee (Undaunted 53)
Hitmonlee (Japans: サワムラー Sawamular) is een Fighting-type Basis Pokémon kaart. Het maakt deel uit van de Undaunted expansie. Hij heeft een HP van 80 en kent de aanvallen Kick en High Jump Kick. Hi Jump Kick is een aanval in de spellen die Hitmonlee leert op level 29.